# Progeryon mararae
Progeryon mararae is een krabbensoort uit de familie van de Progeryonidae. De wetenschappelijke naam van de soort is voor het eerst geldig gepubliceerd in 1981 door Guinot & Richer de Forges.